# Hinterer Wildgundkopf
Der Hintere Wildgundkopf ist ein 1955 m hoher Berg in den Allgäuer Alpen. Er liegt im Himmelschrofenzug südlich des Vorderen Wildgundkopfes und nördlich vom Schmalhorn. In der Ostflanke des Hinteren Wildgundkopfs liegt auf etwa 1720 m Höhe eine Höhle, das sogenannte Wurmloch.

## Besteigung
Auf den Hinteren Wildgundkopf führt kein markierter Weg. Er kann entweder von Norden vom Vorderen Wildgundkopf oder von Süden vom Schmalhorn aus erreicht werden. Beide Anstiege erfordern Trittsicherheit, Kletter- und Bergerfahrung im weglosen Gelände.